# Јожеф Беран
Јожеф Беран (мађ. Berán József (Baranyi, Barna), Будимпешта, 1883 — Будимпешта, 14. август 1905), био је мађарски фудбалер и репрезентативац Мађарске. Био је први капитен Ференцвароша. Његов брат Лајош Беран је био познати вајар.

## Каријера

### У клубу
Био је један од оснивача ФТЦ-а. Двоструки шампион и двоструки освајач Сребрне лопте. У Фрадију је наступио на укупно 71 утакмици (46 лигашких, 14 међународних, 11 домаћих пријатељских мечева) и постигао 10 голова (све првенствене утакмице).
Између 1902. и 1904. четири пута се појавио у репрезентацији. Био је члан прве званичне репрезентације.<ref>1902: Мађарска репрезентација је примила пет у првом мечу
У лето 1905. служио је војни рок учествујући у војној вежби. По великој врућини пио је воду из салашског бунара, услед чега се разболео од трбушног тифуса и убрзо умро. Положен је на гробљу Керепеши. Годинама су чланови ФТЦ-а полагали венце на његов гроб.

## Успеси
- Прва лига Мађарске у фудбалу
  - шампиони: 1903, 1905